# Modus operandi
A modus operandi egy latin kifejezés, jelentése „munkamódszer”. A kriminológiában a bűnözők által használt, rájuk jellemző bűnelkövetési módszert jelenti. Egy egyedi minta, ami a bűntett elkövetése során felismerhető, különösen, ha többszöri eseményről van szó. A bűnüldözésben a profilozás során ebből a mintából kiindulva építik fel a keresett bűnöző jellemrajzát.
Modus operandijáról kapta nevét számos közismert bűnöző, például a Viszkis Rablóként ismertté vált Ambrus Attila, aki a rablások elkövetése előtt a helyszínekhez közeli kocsmákban 1-2 deci whiskyt ivott, vagy Hasfelmetsző Jack.
A kriminológián kívül más szakterületeken is előfordul a kifejezés használata: gyakran használják a kifejezést a jogi nyelvben, illetve műszaki környezetben. Ebben az esetben az adott szituációban, ill. munkafázisban szokásos, általános eljárás rendet jelenti. Az üzleti életben két cég együttműködési módját jelenti.